# Shashlik
Shashlik — свободно распространяемая программа с открытыми исходными текстами для операционной системы GNU/Linux, предназначенная для запуска приложений Android (*.APK) на компьютере с Linux.
ПО Shashlik использует стандартные для дистрибутивов Linux библиотеки KDE FrameWorks и эмулятор QEMU.
Программа Shashlik может запускать только те APK, у которых есть версия для платформы x86.

## История
Первая версия Shashlik была опубликована в начале 2016 года — релиз Shashlik 0.9.
В апреле 2016 года была доступна версия Shashlik 0.9.3. Она же осталавась последней в 2021 году.

## Принцип работы
Начиная с первого релиза, Shashlik запускает каждое приложениев в отдельной эмулирующей Android среде. Отрисовку вывода на экран он осуществляет посредством OpenGL в самом Linux. В дальнейшей разработке функционал среды Android постепенно переносится из эмулятора в систему хоста (в Linux).
В первом релизе программы программная среда Android реализована с помощью Android Emulator из Android SDK, дальнейшие версии основаны на библиотеке libbinder и работают в пользовательской среде.
Сначала пользователь производит установку пакета APK с помощью скрипта /opt/shashlik/bin/shashlik-install, в результате на рабочем столе графической среды KDE появляется иконка для запуска приложения.

## Достоинства
Shashlik делает процесс запуска приложений Android более простым в сравнении с другими эмуляторами Android — Genymotion и виртуальными машинами с Android-x86 или Remix OS.

## Недостатки
В Shashlik реализовано исполняемая среда Android реализована не полностью, приложение выполняется в урезанном окружении (enviroment).
Shashlik разработан для графической среды KDE Plasma 5, в других desktop enviroment может работать нестабильно или не работать вовсе.
Программа Shashlik несовместима с APK, предназначенными для запуска на процессорах архитектуры ARM, она может запускать только те APK, у которых есть версия для платформы x86.
Программа Shashlik не поддерживает сервисы Google Play, поэтому те приложения, которые требуют Google Play Services, в нём не будет работать.
Разработчики рекомендуют устанавливать Shashlik в файловой системе в иерархию /opt/, а не в стандартные для LSB каталоги.
У Shashlik нет магазина приложений, и пакеты APK приходится скачивать самостоятельно.

## Аналогичные программы
Поскольку исходный код Android открыт и распространяется бесплатно, наилучшей альтернативой ПО Shashlik является сам Android.
Аналогичные Shashlik по функционалу программы — это эмуляторы Android Nox App Player, WayDroid, Anbox and MEmu.